# Hòa ước Saint-Germain-en-Laye (1919)
Hòa ước Saint-Germain-en-Laye hay Hiệp ước Saint-Germain-en-Laye là hòa ước được ký vào ngày 10 tháng 9 năm 1919 tại Cung điện Saint-Germain gần Paris giữa nước bại trận trong Chiến tranh thế giới thứ nhất là Áo với các nước thắng trận thuộc phe Hiệp ước. Đồng thời hòa ước này cũng đã chính thức chấm dứt sự tồn tại của Đế quốc Áo-Hung, một trong những đế quốc lớn nhất Châu Âu trước Chiến tranh thế giới thứ nhất.

## Bối cảnh ký kết
Ngày 28 tháng 6 năm 1914, Đại Công tước (Archduke) Áo-Hung Franz Ferdinand bị ám sát tại Bosna và giới quân phiệt nước này chớp thời cơ gây chiến. Ngày 28 tháng 7 năm 1914, Áo-Hung tuyên chiến với Serbia và Chiến tranh thế giới thứ nhất bùng nổ. Đế quốc Áo-Hung tham gia Chiến tranh thế giới thứ nhất theo phe Liên minh Trung tâm với chiến trường chủ yếu là với quân Nga ở mặt trận phía đông cùng với quân Ý, quân Serbia với chiến trường là mặt trận phía Nam. Sau khi quân Đức thua trận liên tiếp từ cuối năm 1916, phe Trung tâm dần chuyển sang thế bị động và ngày 4 tháng 11 năm 1918, Đế quốc Áo-Hung đầu hàng phe Entente rồi bị tách thành hai nước riêng biệt là Áo và Hungary. Sau khi ký Hòa ước Versailles với Đức vào ngày 28 tháng 6 năm 1919 thì các nước thắng trận trong phe Entente lần lượt ký hòa ước với các nước thua trận khác trong đó có Áo.

## Nội dung

### Lãnh thổ
Ngày 10 tháng 9 năm 1919 tại Cung điện Saint-Germain, Hòa ước Saint-Germain đã dược ký kết. Nội dung của hòa ước bao gồm việc chính thức chấm dứt sự tồn tại của Đế quốc Áo-Hung. Trên lãnh thổ đã tan rã ấy sẽ thành lập hai quốc gia riêng biệt là Áo và Hungary nhưng cả hai đều bị thu hẹp lãnh thổ đáng kể. Riêng với Áo thì điều khoản 88 của Hòa ước Saint-Germain quy định về việc không cho phép sáp nhập Áo vào Đức cũng giống như điều khoản 80 của Hòa ước Versailles trước đó. Cũng trên sự tan rã của Đế quốc Áo-Hung đã hình thành nên các quốc gia mới như Nam Tư và Tiệp Khắc. Áo phải cam kết thừa nhận nền độc lập của Hungary, Ba Lan, Tiệp Khắc, Nam Tư và đường biên giới được xác lập bởi hòa ước, ngoài ra một số đất đai thuộc Đế quốc Áo-Hung còn được cắt chuyển cho Ý, Ba Lan, România... và những nước trong phe Entente.

### Quân đội và bồi thường chiến phí
Theo Hòa ước Saint-Germain, Áo phải loại bỏ hạm đội tàu chiến và thương thuyền trên biển Adriatic và sông Danube. Về bồi thường chiến phí, Áo phải trả một khoản tiền bồi thường chiến tranh do Ủy ban bồi thường các nước thắng trận xác định và lực lượng vũ trang phải được giảm tối đa, chỉ được quyền có quân đội không quá 300.000 người để ngăn chặn họ có ý định phục thù.

## Lãnh thổ vô chủ
Ngoài ra, Hiệp ước Saint-Germain tuyên bố hủy bỏ Định ước Berlin năm 1885 với lý do là trên thế giới không còn lãnh thổ vô chủ nữa và như thế "Nguyên tắc chiếm hữu thật sự" không còn giá trị pháp lý nữa.
Nguyên tắc chiếm hữu thật sự dựa trên thuyết "quyền ưu tiên chiếm hữu" một vùng lãnh thổ thuộc về quốc gia nào đã phát hiện ra vùng lãnh thổ đó đầu tiên. Đó chính là thuyết "quyền phát hiện".
Sau hội nghị Berlin về châu Phi năm 1885 của 13 nước châu Âu và Hoa Kỳ và sau khoá họp của Viện Pháp luật Quốc tế ở Lausanne (Thụy Sĩ) năm 1888, nguyên tắc chiếm hữu thật sự trở thành quan điểm chiếm ưu thế trên thế giới. Điều 3, điều 34 và 35 của Định ước Berlin ký ngày 26 tháng 6 năm 1885 xác định nội dung của nguyên tắc chiếm hữu thật sự và các điều kiện chủ yếu để có việc chiếm hữu thật sự như sau:
- Phải có sự thông báo về việc chiếm hữu cho các nước ký định ước trên.
- Phải duy trì trên những vùng lãnh thổ mà nước ấy chiếm hữu sự tồn tại của một quyền lực đủ để khiến cho các quyền mà nước ấy đã giành, được tôn trọng...

Tuyên bố của Viện Pháp Luật Quốc tế Lausanne năm 1888 đã nhấn mạnh "mọi sự chiếm hữu muốn tạo nên một danh nghĩa sở hữu độc quyền... thì phải là thật sự tức là thực tế, không phải là danh nghĩa'".
Nội dung chính của nguyên tắc chiếm hữu thật sự là:
1. Việc xác lập chủ quyền lãnh thổ phải do nhà nước tiến hành. Tư nhân không có quyền thiết lập chủ quyền lãnh thổ vì tư nhân không có tư cách pháp nhân quốc tế, vì quan hệ quốc tế là quan hệ giữa các quốc gia.
2. Sự chiếm hữu phải được tiến hành một cách hoà bình trên một vùng lãnh thổ thật sự là vô chủ (res nullius) hoặc là đã được quốc gia làm chủ chủ động từ bỏ (derelicto). Dùng võ lực để chiếm một vùng lãnh thổ đã có chủ là một hành động phi pháp.
3. Quốc gia chiếm hữu trên thực tế phải thực hiện những hành động chủ quyền ở mức độ tối thiểu phù hợp với các điều kiện tự nhiên và dân cư trên vùng lãnh thổ đó.
4. Việc thực hiện chủ quyền phải liên tục trên vùng lãnh thổ đó.